# Sexy (Glee)
Sexy es el decimoquinto episodio de la segunda temporada de la serie de televisión estadounidense Glee, y el trigésimo séptimo de su cómputo general. Fue escrito por Brad Falchuk, dirigido por Ryan Murphy y estrenado por la cadena Fox el 8 de marzo de 2011. Su trama gira en torno a los temas del sexo y la sexualidad adolescente. Holly Holliday (Gwyneth Paltrow) vuelve al Instituto McKinley como maestra suplente en una clase dedicada a la educación sexual. El director del coro Will Schuester (Matthew Morrison) comienza a desarrollar sentimientos profundos hacia Holliday, y la consejera y presidenta del club de celibato Emma Pillsbury (Jayma Mays) queda insatisfecha con las lecciones de Holliday. Mientras tanto, Santana (Naya Rivera) expresa su amor por Brittany (Heather Morris), y Burt Hummel (Mike O'Malley) tiene una charla con su hijo Kurt (Chris Colfer) sobre el sexo.
«Sexy» fue recibido con críticas generalmente positivas entre los críticos y aficionados por igual. Muchos críticos elogiaron el rendimiento de Paltrow, prefiriendo a su primera aparición en "El sustituto". Sin embargo, muchos no están de acuerdo sobre cómo se utilizó a Paltrow. Las historias se encontraron con la aclamación general, sobre todo la trama entre Brittany y Santana. Los críticos como Todd VanDerWerff de La A.V. Club y Patrick Burns, de The Atlantic consideran la historia como el punto culminante del episodio. En este episodio aparecen a las versiones de cinco canciones, incluyendo una versión de "Kiss" de Prince y "Landslide" de Fleetwood Mac. Las actuaciones musicales del episodio obtuvieron críticas mixtas por parte de la crítica.
A partir de su emisión original, este episodio fue visto por 11.960.000 espectadores de América, y obtuvo una cuota de pantalla de 4,6 en el grupo demográfico de 18-49, de acuerdo a las calificaciones de Nielsen. La audiencia total del episodio y las clasificaciones tuvieron un moderado aumento respecto al episodio anterior, "Blame It On The alcohol", que fue visto por 10.50 millones de espectadores de América, y adquirió una cuota de 4,4 en el grupo demográfico 18-49.

## Argumento
El episodio comienza mostrando a Emma (Jayma Mays) como la nueva directora del Club del Celibato, cuyos únicos miembros son Rachel y Quinn. Emma alienta a las chicas a no ceder ante la tentación de tener sexo prematuramente y de esperar hasta el momento indicado, o hasta la luna de miel, o incluso hasta después de eso. Holly Holiday regresa y se le asigna la tarea de ser la profesora de educación sexual en la secundaria McKinley, ya que la profesora anterior contrajo herpes. Will le pide que eduque a los chicos del coro mediante la música, ante lo cual Holly accede y más tarde canta «Do You Wanna Touch Me (Oh Yeah)» en la sala de música. Poco más tarde, Will ensaya un número de la canción de Prince «Kiss» con ella, lo cual culmina en un beso entre ambos.
Sin embargo, Holly lo detiene, explicándole que él saldría lastimado si se aventuran en una relación. Kurt (Chris Colfer) y Blaine (Darren Criss) se enteran por Sue que New Directions está planeando una rutina sexualmente provocativa para las Regionales. Blaine responde ante esto, convenciendo al resto de los chicos de The Warblers de hacer una presentación bastante provocativa de la canción «Animal». Notando que Kurt está preocupado por su falta de conocimiento sobre sexualidad, Blaine va a ver a Burt, y le pide que hable con su hijo sobre este tema. En el colegio, Puck y Lauren planean hacer un video de ambos teniendo sexo para saltar a la fama, hasta que Holly los hace darse cuenta de que ambos son menores de edad, y por lo tanto, estarían realizando pornografía infantil. Ante esto, Puck queda choqueado y decide unirse al Club de Celibato.
Superada por las clases de Holly, Emma decide hacer una presentación musical de la canción «Afternoon Delight» junto con Puck, Rachel y Quinn, quienes están en el Club de Celibato, y Carl (John Stamos), su novio. Ellos cantan en el auditorio frente a los chicos del coro. Al terminar la presentación, Holly le hace notar a Emma que en realidad la canción no trata sobre lo que ella ingenuamente pensaba (postres de merienda) sino que todo lo contrario, ya que la canción habla sobre las "delicias de la tarde" refiriéndose a escaparse de las responsabilidades para un "rapidito", es decir, para tener sexo fugaz. Luego de esto, Carl se acerca a Holly para pedirle que los aconseje a ambos como pareja, y conciertan una cita para los tres. Es entonces cuando Holly se entera de que Emma aún es virgen, a pesar de haber estado casada con Carl por varios meses y a pesar de que ya tiene 30 años. Holly le pregunta a Emma si todavía tiene sentimientos hacia Will, y le pide que sea sincera. Emma confiesa que sí, que aún siente cosas por Will, y ante esto, Carl le dice que ella puede quedarse en su apartamento mientras que él se quedará en un hotel hasta que las cosas se resuelvan.Más tarde, Santana (Naya Rivera) también se acerca a Holly para pedirle consejos, por lo cual conciertan una cita, a la cual acuden Santana, Holly y Brittany (Heather Morris). Allí, Santana y Brittany le explican a Holly que se sienten confundidas con su sexualidad, ya que se sienten atraídas la una a la otra, pero nunca hablan de sentimientos. Holly les sugiere cantar una canción acorde a la situación, ya que la letra de la misma puede hacerlas caer en la cuenta de muchas cosas que quizá no se atrevían a decir en voz alta. Por lo tanto, al día siguiente, las tres cantan «Landslide» frente a sus compañeros del coro, en la sala de música, y durante la presentación, Santana se siente tan identificada con la letra de la misma que le caen varias lágrimas mientras cantaba. 
Luego de esto, Santana se acerca a Brittany en el pasillo del colegio y le confiesa que la ama, diciéndole que no le interesa estar con Sam ni con Finn ni con ningún otro chico, pero que teme lo que pueden pensar o hacer los demás, recordándole lo que le pasó a Kurt por mostrarle tal cual es, que hasta tuvo que cambiarse de colegio, y por último le dice que solo quiere estar con ella. Brittany le dice que siente lo mismo, que la ama, pero que también ama a Artie y que está muy enamorada de él, pero que si en algún momento su relación se rompe, será toda suya, Santana no se muestra muy conforme con esta decisión, y cuando Brittany la va a abrazar, ella la aparta de un empujón, y se va frustrada. 
Lauren está molesta con Puck por haberse unido al Club del Celibato, pero cuando él le explica que está intentado responsabilizarse por sus acciones, ella lo besa y le dice que también se unirá al Club para que puedan tocarse con los pies por debajo de la mesa. Por otro lado, Quinn y Finn están en la casa de la chica, en la cama de su habitación, donde hablan y luego se besan, mostrando que han comenzado con una relación que por el momento se mantiene en secreto. Ella le dice que aún quedan unos meses para la graduación, y que se está asegurando de que ambos sean elegidos como Rey y Reina de la graduación. Finn le dice que espera que sus acciones no se deban únicamente a esa condecoración, pero ella le responde que está arrepentida de todo lo que sucedió con Puck el año pasado y que está intentando olvidarlo, de forma que quiere estar con él, como si nada hubiera pasado. Holly es despedida de su cargo como profesora de Educación Sexual debido a varias quejas de padres. Ella le dice a Will que se ha dado cuenta de que su vida está pasando, y que si bien sabe mucho de sexo, no sabe casi nada sobre romance, y que quiere aprender. Will la toma en sus brazos y le dice que él es un excelente educador, ofreciéndole a enseñarle sobre romance, y le da un beso apasionado, al cual ella responde plácidamente.

## Producción

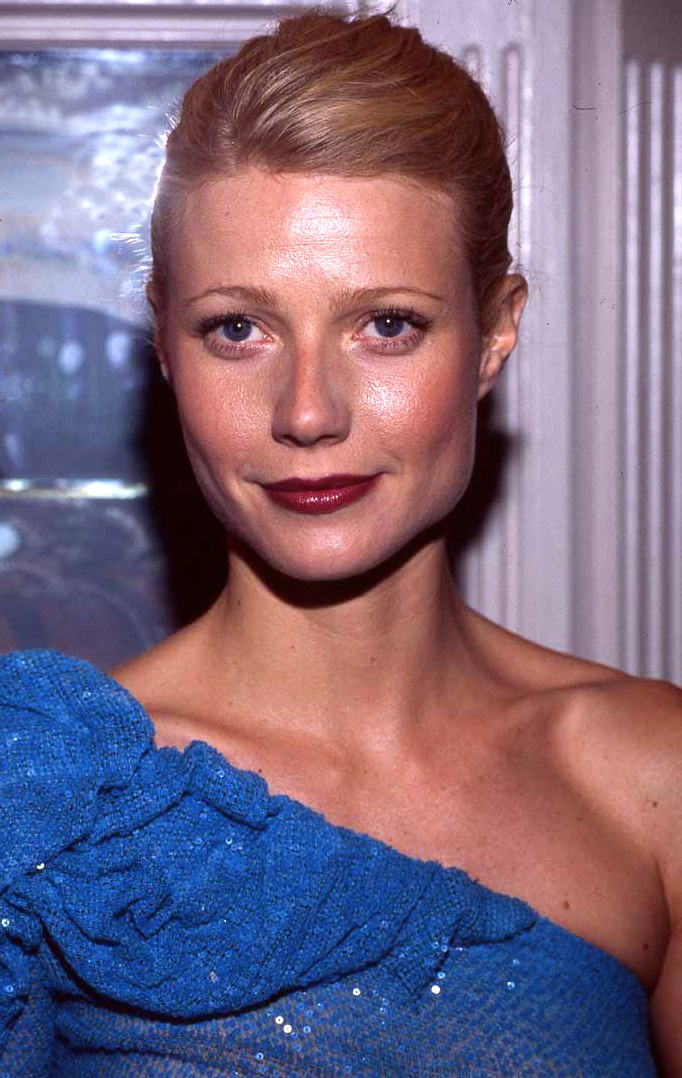
En "Sexy", Paltrow (foto) repitió su papel como la profesora sustituta Holly Holliday.

"Sexy" marco la segunda aparición de Paltrow en Glee como la profesora suplente Holly Holliday. Ella apareció originalmente en "The Substitute", episodio siete de la segunda temporada. El papel fue creado para ella por el creador de la serie Ryan Murphy, quien le sugirió mostrar su talento vocal y de baile antes de la publicación de la película Country Strong, en la que Paltrow interpreta a una cantante de música country. Paltrow firmó un contrato con Glee durante dos episodios, con "The Substitute", se pensó originalmente destinar a la función de un cuadrángulo amoroso entre Holly, Will, Emma y Carl. Su trama inicial fue, sin embargo, reducida a un solo episodio. después de la emisión, Murphy dijo que esperaba que ella apareciera en Glee de nuevo en el futuro, en función de la historia correcta. En enero de 2011, Paltrow confirmó que ella estaría repitiendo el papel. Murphy declaró que iba a aparecer en los episodios quince y dieciséis como profesor de educación sexual, y serviría como una enamorada de Will. Stamos también repitió su papel en "Sexy ", como el marido de Emma “Carl Howell”. A partir de marzo de 2011, que no estaba seguro si iba a volver a Glee de nuevo, pero afirmó que él puede hacerlo para la conclusión de Emma y la historia de Carl.  Así que no sé cuánto tiempo más la gente puede estar esperando a que Emma no este junto a Carl.
El episodio continuó la relación romántica entre Brittany y Santana, en primer lugar aludido durante la primera temporada. Las dos se dieron un beso en la pantalla por primera vez en la segunda temporada, en el episodio "Duets", tras lo cual se exploró un poco el romance, a lo que a Rivera se describe como un "escándalo" por los fanes de la pareja en diciembre de 2010. Al mes siguiente, el productor ejecutivo Brad Falchuk reveló a través de la red social Twitter que los nuevos acontecimientos de la historia han sido siempre la intención, con Holly que actúa como un catalizador.
"Sexy" cuenta con versiones de cinco canciones: "Do You Wanna Touch Me (Oh Yeah)" de Gary Glitter, cover de Joan Jett, Animal de Neon Trees, "Kiss" de Prince, una versión acústica de Landslide de Fleetwood Mac/Dixie Chicks, y "Afternoon Delight" por Starland Vocal Band. Paltrow realizó interpretaciones de los temas "Do You Wanna Touch Me (Oh Yeah)", "Kiss" y "Landslide". Los tres temas fueron lanzados como sencillos, disponibles para su descarga y son parte del sexto álbum de la serie Glee: The Music, Volume 5. Stevie Nicks de Fleetwood Mac dio su permiso para la interpretación de "Landslide", con la esperanza de que traería canciones de la banda a una nueva generación. Ella aprobó la actuación, y dijo que Paltrow "la cantó maravillosamente". El día que "Landslide" fue filmado, Nicks visitó el set.
La decisión de incluir "Do You Wanna Touch Me (Oh Yeah)" en un episodio centrado en la sexualidad de los adolescentes ha sido motivo de controversia, debido a la convicción de escarcha por posesión de pornografía infantil en los Estados Unidos, y su condena por abuso sexual de menores en Vietnam.

## Recepción

### Audiencia
"Sexy" fue emitido por primera vez el 8 de marzo de 2011 en los Estados Unidos por Fox. La serie fue vista por 11,96 millones de espectadores de Estados Unidos en su emisión inicial, de acuerdo con las Cuotas de Pantalla, a pesar de transmitir al mismo tiempo que The Biggest Loser en NBC, No Ordinary Family]] en NBC, NCIS en CBS, y One Tree Hill en The CW alcanzando una calificación 4.6/14 Nielsen, la participación en las características demográficas 18-49, lo que lo pone en el programa más visto de la noche. Se incrementó en 1,5 millones de espectadores y un 5 por ciento en los 18-49 grados en el episodio anterior, "Blame It on the Alcohol".

### Crítica
El episodio recibió una mezcla de respuestas positivas de los críticos, Los encuestados no estuvieron de acuerdo sobre qué tan bien Paltrow fue utilizada, pero en general se elogió a Brittany y Santana, y el argumento entre Kurt y Burt. Kevin Fallon de The Atlantic Monthly consideró a "Sexy" un episodio de mensajes contradictorios, uno que trata las cuestiones que plantea con "una cantidad adecuada de levedad", pero no para "jugar los matices de celibato vs sexo", argumento tan delicadamente como probablemente pensó que lo hizo. Patrick Burns , coescritor del Atlantic, criticó la serie para glorificar los temas subidos de tono, luego, a medias intento recalcar la moral. Meghan Brown, también escritora para Atlantic, lo calificó como un "episodio sólido con algunos momentos de carácter fuerte". James Poniewozik de Time’s consideró que el episodio comenzó con torpeza, carecía de la sutileza, implicó algunos momentos embarazosos y se centró demasiado en Paltrow, pero a medida que continuaba, logró momentos de alegría y emoción honesta.
Varios críticos prefirieron volver ver a Paltrow en "sexy" en vez de su primera aparición en "The Substitute". Lisa de Moraes del The Washington Post sintió que estaba mejor integrada en este episodio, y Raymund Flandez del The Wall Street Journal llamó a su retorno "infinitamente mejor" que su primera aparición, explicando, "En aquel entonces, era un rompecabezas, un manicomio, ella es astuta e inteligente, adecuada para adultos y seductora, descarada en un episodio que mostró más de su tiempo de comedia, sus habilidades de baile son un tanto mejor para nosotros". Fallon escribió que Paltrow es posible, incluso Sassier y sultrier, y sentía que sirve para anclar un episodio ocupado. En contraste, Sandra González de Entertainment Weekly tenía sentimientos encontrados con Holly, creyendo que dominó el tiempo de pantalla. Todd VanDerWerff de The A.V. Club gusto del actuar de Paltrow, pero no le gustaba la interacción de Holly con Will, diciendo que carecía de química. Soraya Roberts, del Daily News no le gusto su regreso por la prolongación de la Voluntad y la separación de Emma, Holly fue una casa-camión de auxilio. Comentó que si bien la apariencia de Paltrow en "The Substitute", fue "relativamente nueva", en "Sexy" estaba "actuando casi como una versión de cartón de sí misma, marcando demasiado sus líneas y pisando con cuidado su coreografía". Poniewozik encontró todas las escenas de Paltrow "trabajadas y ridículas", y escribió que la actriz no aporta un elemento de realismo a su personaje. Jim Cantiello de MTV elogió el desempeño de Paltrow, llamándola "un soplo de aire fresco."
La trama Brittany-Santana recibió elogios de la crítica. González fue sorprendido por la historia, la observación de que Santana no había sido descrita como "tan grave y vulnerable", pero disfrutó de la profundidad que trajo a su personaje. Ella y Poniewozik tanto alabaron la calidad de Rivera, con González llamándola "desgarradoramente perfecto" Poniewozik no encuentra la revelación de Santana súbita, estaba impresionado de que el episodio se encuentra en un acoplamiento anteriormente tratado con humor. VanDerWerff consideró el mejor argumento del episodio, diciendo que era casi el único motivo del episodio, recibió una "B", Llamó a la escena en la que Santana confesó sus sentimientos hacia Brittany uno de los mejores momentos de la temporada. Burns, se congratuló de que la historia fue "tratada con una real licitación", algo que por lo general carece de la red de televisión, y Brown , a pesar de estar convencido de que la sexualidad en conflicto de Santana, explicó adecuadamente su personalidad abrasiva, elogió la serie al "explorar algunos de los aspectos más complicados de la sexualidad adolescente", escribiendo que "Glee hace un trabajo admirable de intentar que se incluya a todos."
La relación padre-hijo entre Kurt y Burt señaló también críticas positivas, a de Moraes le pareció extraño que Blaine se acercara a hablar con Burt sobre el sexo, pero escribió que su corazón posterior era "lo más cercano a una conclusión satisfactoria". Fallon lo llamó "uno de las conversaciones entre padre e hijo más incómodas sobre sexo, siempre comprometido con la televisión (y por lo tanto, en realidad, uno de los más realistas) ", y Flandez los encontró dulce. Aunque González consideró difícil de ver, ella escribió que la escena sirvió para convencer a los que nunca habían amado a un padre-hijo. Poniewozik también consideró realista y conmovedor, hubo una alabanza especial a O'Malley por retratar a un Burt con determinación y torpeza en ayudar a su hijo, sin convertirlo después en una escuela especial."

### Música
Las actuaciones musicales en el episodio atrajeron comentarios mixtos. Brown escribió que todas las actuaciones "se sintieron un poco deslucidas [...] aunque ninguna se destacó como particularmente horrible". Roberts llama la interpretación de "Do You Wanna Touch Me (Oh Yeah)" como "vestida de cuero, y su pelo batido es un lío". González calificó con una "B", disfrutando de la energía y el baile de Morris, pero resulta que carecen vocalmente. Dio a "Afternoon Delight", una "C", destacándolo como cursi, y escribió que Stamos se perdió en el rendimiento.
"Animal" obtuvo críticas generalmente negativas, ridiculizado por Roberts como el único elemento del episodio "menos sexy que Paltrow". Llamó a la versión de los Warblers "hockey". Flandez dijo que "por sí solo arruinan" el tema, comparando las expresiones de Kurt con las de Jar Jar Binks, criticando sus movimientos como bruscos y sus expresiones faciales infantiles." VanDerWerff criticó por ser "completamente conectado a nada en absoluto". En contraste, González le dio el número de su grado más alto al episodio con una "A +". Ella lo consideró "inolvidable", alabando la selección de canciones y, posiblemente, superando las expectativas.
Los críticos difieren sobre el "beso" de Will y Holly, Roberts elogió el "sex appeal" real, "Morrison" trajo al número de tango muy rígida a Paltrow. De Moraes señaló que ninguno de ellos habría progresado más allá de la primera semana en el reality show Dancing with the Stars, y Burns llamó a la música "sin interés y sin alma", y estaba consternado de que el tango fue "sólo blancos con el baile de tango de gente blanca." Flandez, sin embargo, disfrutó de su baile, escribió que fue muy fuerte, los cortes lentos, el giro perfecto de las caderas y el cobertizo fueron seductores. Gonzales también disfrutó de la coreografía, pero no le gusto el falsete de Morrison, deseando que se le hubiera permitido cantar en su propio registro en vez de imitar a Prince. Ella calificó la actuación con una "C +".
"Landslide" recibió una "B +" de González, quien deseaba que Rivera, en lugar de Paltrow, hubiera cantado la voz principal, debido al significado de la canción celebrado en favor de Santana. Roberts encontró el desempeño "bastante bueno, pero sin inspiración". Flandez lo llamó "una canción de ensueño, perfectamente aguda de amor lésbico", Poniewozik dijo que fue "sorprendentemente conmovedor", y VanDerWerff lo nombró como el mejor número del episodio. Harper destacó las «magníficas armonías» y añadió: «Se me puso la piel de gallina». Hankinson calificó la interpretación de “preciosa” y Berk de «perfección»; Berk superó su máximo de cinco estrellas para darle seis.
 Roberts consideró la interpretación «bonita pero poco inspirada», mientras que Flandez la calificó de «canción de amor lésbico ensoñadora y perfectamente entonada» y Poniewozik de «sorprendentemente conmovedora». Benigno y Slezak señalaron que la versión se basaba en la de las Dixie Chicks, y le dieron notas de «A-» y «B+» respectivamente.

### Lista de éxitos
De las cinco versiones lanzadas como sencillos, cuatro debutaron en el Billboard Hot 100 y aparecieron en otras listas musicales. En el Hot 100, la versión de "Landslide" del programa debutó en el puesto veintitrés; se ubicó en el puesto treinta y cinco en el Billboard Canadian Hot 100. Las otras tres canciones del Hot 100 fueron "Do You Wanna Touch Me (Oh Yeah)", en el puesto cincuenta y siete, que también alcanzó el puesto sesenta y tres en el Canadian Hot 100; "Animal", en el puesto sesenta y dos, que también alcanzó el puesto sesenta y cinco en el Canadian Hot 100; y "Kiss", en el puesto ochenta y tres, que también alcanzó el puesto ochenta en el Canadian Hot 100. "Afternoon Delight" no apareció en ninguna de las dos listas.